# Karl Töpfer (Politiker)
Karl Töpfer (* 16. August 1888 in Dahme; † 23. März 1967 in Sundbyberg) war ein deutscher Arbeiter und Politiker (SPD).

## Leben

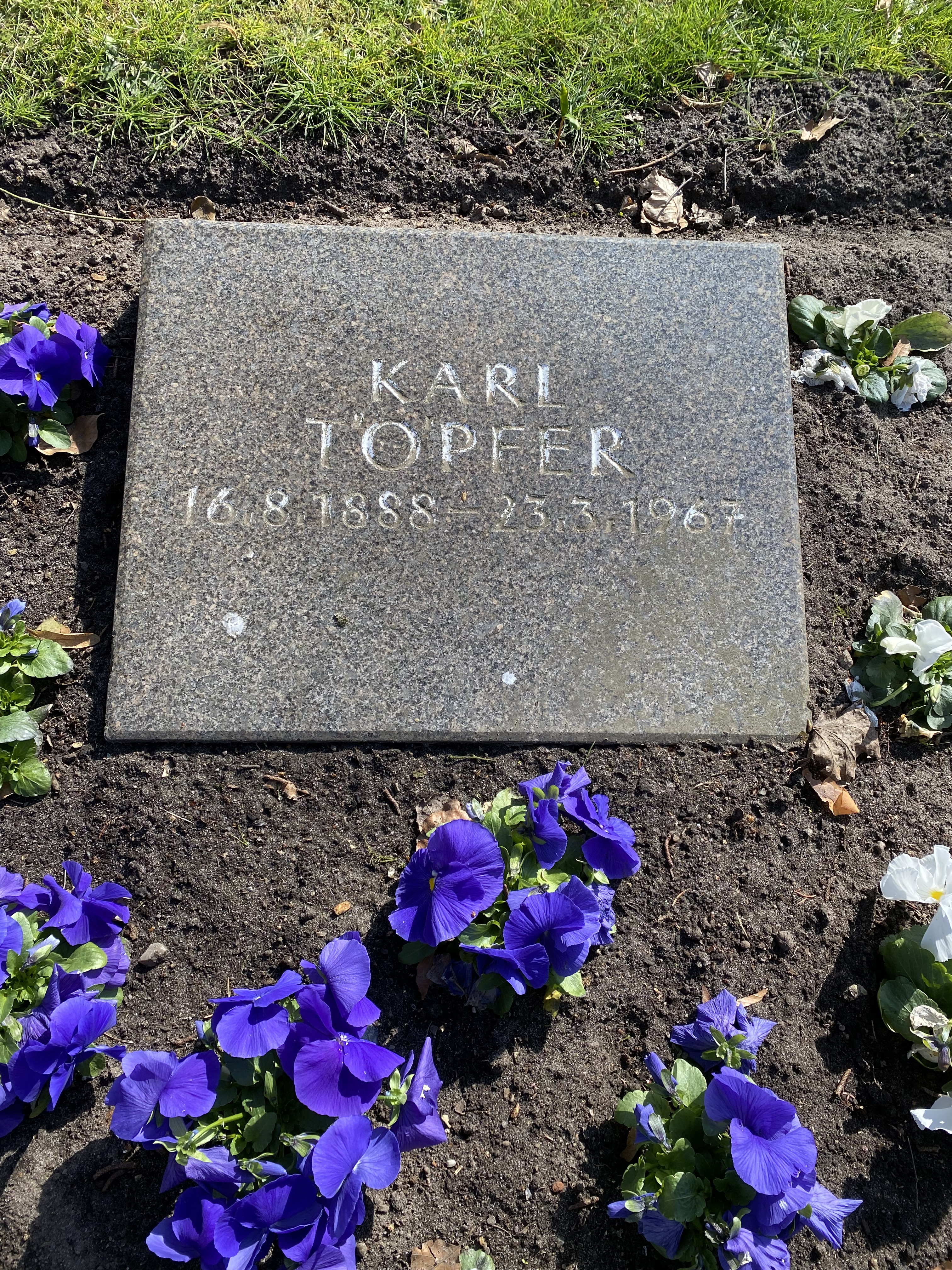
Kissenstein für Karl Töpfer auf dem Friedhof Ohlsdorf

Töpfer war der Sohn eines Maurers. Nach dem Abschluss der Volksschule machte er eine Lehre als Schriftsetzer und arbeitete 1912 bis 1927 in Danzig im erlernten Beruf. 1914 bis 1918 war er Kriegsteilnehmer. Er war ledig.
In der Freien Stadt Danzig schloss er sich der SPD und der Gewerkschaft an. Von Juli 1927 bis 1933 war er Angestellter des Buchdruckerverbands in Danzig und seit 1933 erneut Schriftsetzer. Ab Juni 1933 war er Vorsitzender des Allgemeinen Arbeiterverbands Danzig. 1928 bis 1937 war er für die SPD Mitglied der Danziger Stadtbürgerschaft. 1935 bis 1937 gehörte er dem Volkstag an.
Nach der Machtergreifung der Nationalsozialisten wanderte er im Dezember 1937 nach Schweden aus und kehrte nicht mehr dauerhaft zurück nach Deutschland. Seit August 1949 war er schwedischer Staatsbürger.
Seine letzte Ruhestätte erhielt Karl Töpfer auf dem Hamburger Friedhof Ohlsdorf. Die Grabstätte befindet sich auf dem Ehrenfeld der Geschwister-Scholl-Stiftung beim Eingang Bramfelder Chaussee.